# Rastros e Trilha
Rastros e Trilha é o segundo EP da dupla de indie folk Os Arrais, lançado pela Sony Music Brasil em junho de 2017.
O projeto foi produzido após a notoriedade que André e Tiago Arrais alcançaram com os discos anteriores e parte do repertório foi escrito com as mudanças vividas pelos integrantes. O disco reúne canções inéditas, incluindo o single "Deserto", já apresentado ao público em shows e "Oásis", composição em parceria com Gladir Cabral.

## Faixas
| N.º            | Título                      | Compositor(es) | Duração |  |
| 1.             | "Deserto"                   |                | 5:02    |  |
| 2.             | "Ele É"                     |                | 5:06    |  |
| 3.             | "Jardim (Canção de Oseias)" |                | 5:05    |  |
| 4.             | "De Onde Vem a Paz"         |                | 4:44    |  |
| 5.             | "Oásis"                     |                | 3:47    |  |
| Duração total: | Duração total:              | Duração total: | 23:46   |  |

| Críticas profissionais | Críticas profissionais |
| Avaliações da crítica  | Avaliações da crítica  |
| Fonte                  | Avaliação              |
| ---------------------- | ---------------------- |
| Super Gospel           | [ 5 ]                  |

## Ficha técnica
- Tiago Arrais – vocais, produção musical, arranjos
- André Arrais – vocais, produção musical, arranjos
- Andy Gullahorn – produção musical, violão
- Ben Shive – piano
- David Henry – arranjo de cordas
- Matt Pierson – baixo
- Steve Mason – guitarras
- Ken Lewis – percussão
- Jill Phillips – vocal em "Jardim"

Equipe técnica
- Shane D. Wilson – mixagem
- Tony Cousins – masterização

Projeto gráfico
- Paula Arrais – fotografias
- Pedro Caron – design
- Leonardo Gonçalves – revisão de letras